# 神田錦町更科
神田錦町 更科（かんだにしきちょう さらしな）は、東京都千代田区神田錦町三丁目にある1869年（明治2年）創業のそば屋店舗。

## 概要
神田錦町更科は、麻布永坂「更科」（現・更科堀井）の最初の暖簾分けの分店である。更科堀井の創業は1789年（寛政元年）、信州出身で信州特産晒布の保科家御用布屋だった八代目清右衛門が、領主保科兵部少輔からそば打ちがうまいのを見込まれ、布屋よりも蕎麦屋の方が良いのではと勧められ、麻布永坂の保科家の江戸屋敷傍に、そば屋「信州更科蕎麦所 布屋太兵衛」を創業したのが始まり。
当初は、大名屋敷や寺院などに出入していたが、明治時代半ばの最盛期には、皇室や宮家などにも出前を届けた。創業以来、五代目布屋松之助に至るまで、麻布永坂「更科」は一軒も支店を出さなかった。1869年（明治2年）、六代目布屋松之助のとき、神田錦町に初代堀井丈太郎「神田錦町分店」を開店した。
信濃の国はかつては科（シナ）野の国で、科の木の多いところだった。この木の皮を剥いで縄につくり、布を織ったり、紙をすいたりした。仁科は煮科、保科は穂科、科の花の形容か、更科は晒科の意か、この科の皮は丈夫なので桶のたがにも利用されていた。

## 沿革

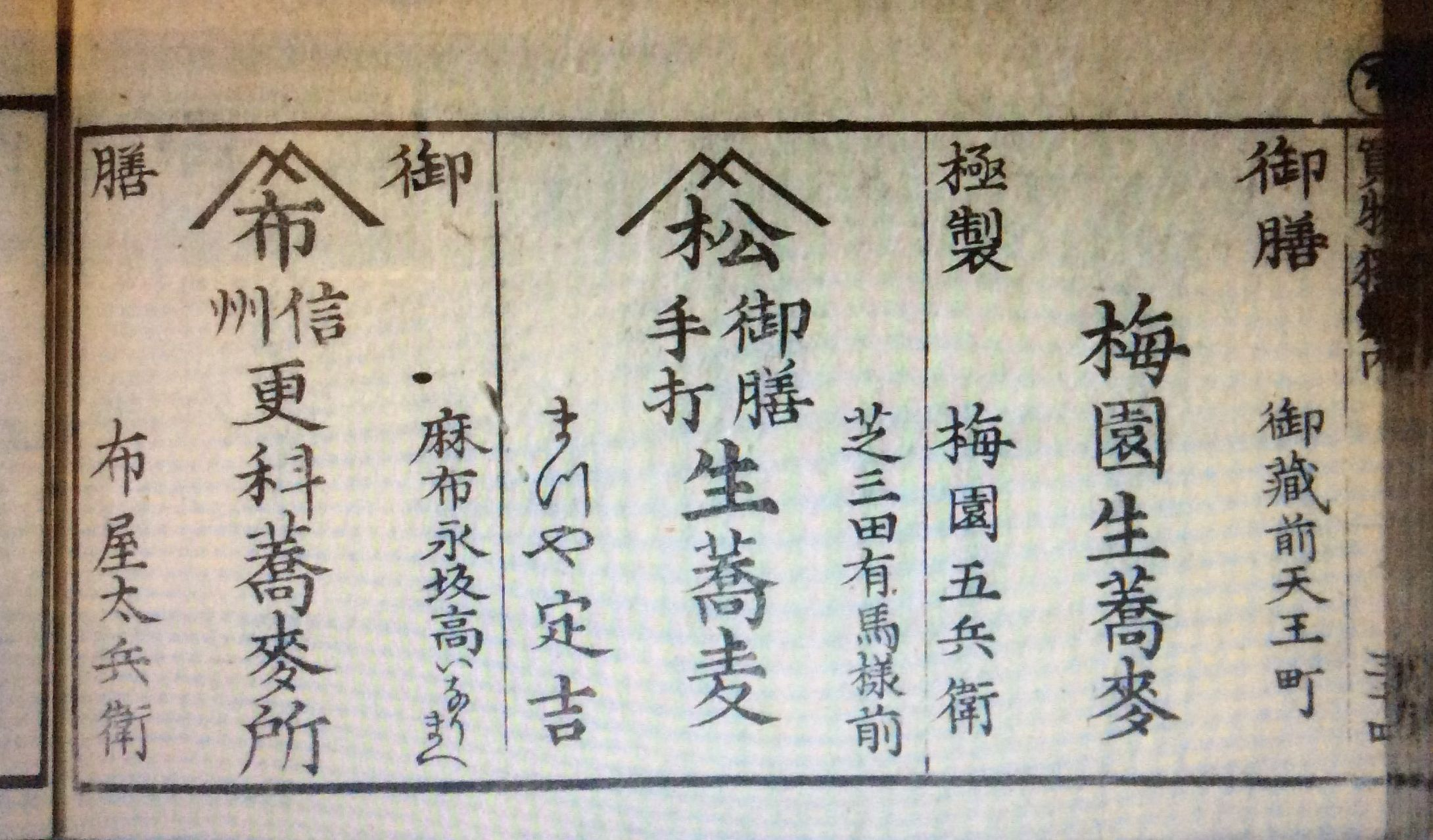
文政7年（1824年）、『江戸買物独案内』、名物そば屋（御膳蕎麦所）より

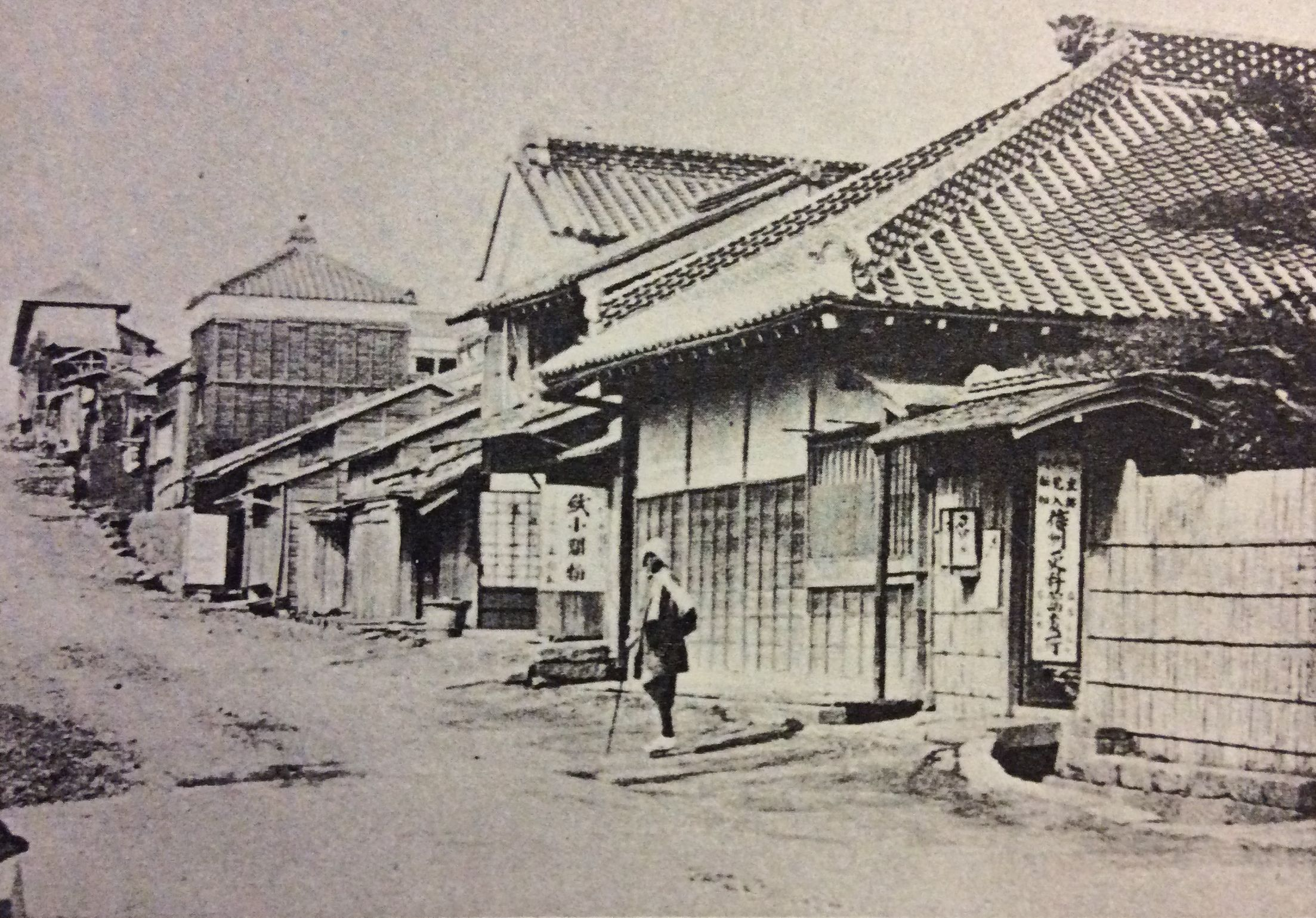
明治10年（1877年）頃、『一億人の昭和史 明治上』、明治10年頃の永坂更科より

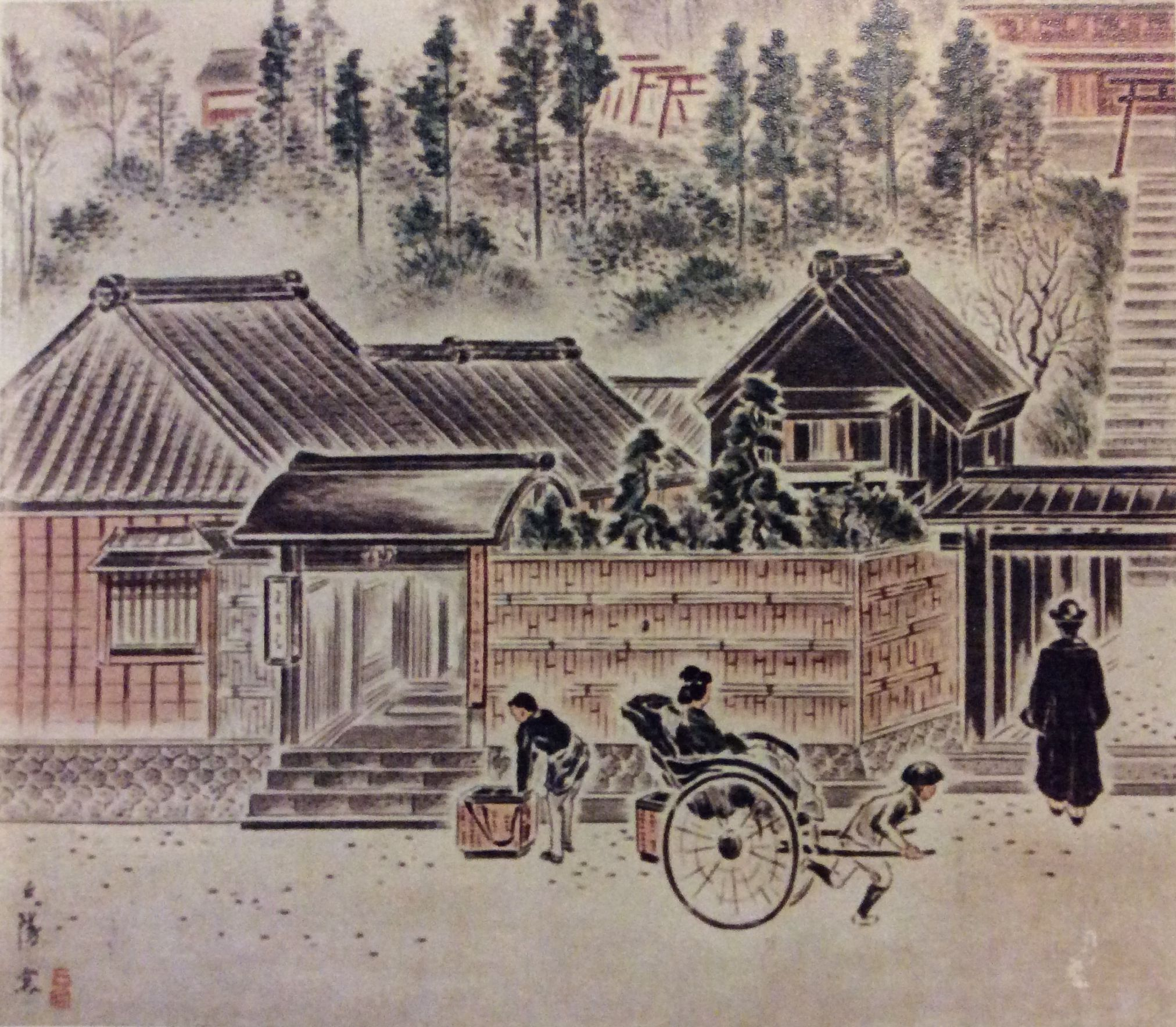
明治31年（1898年）頃、『永坂町更科蕎麦店の図』（山本松谷画）より

- 1789年（寛政元年） - 堀井家は信州高遠の保科松平家の御用布屋で、信州特産の晒布を持ち保科家の江戸屋敷に出入していた。初代は布屋太兵衛（堀井清助）といい、麻布1番通り竹屋町にある保科家の屋敷の長屋に滞在を許されていた。清助は1693年（元禄6年）の秋ここで世を去った。八代目堀井清右衛門（現「更科堀井」初代布屋太兵衛）のとき、御領主からそば打ちがうまいのを見込まれ、布屋よりも蕎麦屋の方が良いのではと勧められ、麻布永坂町の三田稲荷（高稲荷）下に「信州更科蕎麦所 布屋太兵衛」の看板を掲げた[6]。
- 1824年（文政7年） - 『江戸買物独案内 飲食之部』、名物そば屋（御膳蕎麦処）、18軒に、「信州 更科蕎麦所 麻布永坂高いなりまえ 布屋太兵衛」が挙げられている[3]。
- 1848年（嘉永元年） - 『江戸名物酒飯手引草』には、120軒のそば屋の中の「更科」の屋号6軒中に「更科生そば麻布永坂町布袋屋太兵衛」と誤って挙げられている。
- 1858年（安政6年） - 本店四代目布屋太兵衛没。
- 1869年（明治2年） - 麻布永坂「更科」は神田錦町に初代堀井丈太郎「神田錦町分店」を開店した。創業以来五代目に至るまで、一軒も支店を出していなかった。初代堀井丈太郎は、本店六代目松之助の妹堀井かねとは従兄妹同士の間柄で、丈太郎が堀井かねの婿養子になる形で結婚、分店として出店、屋号は布屋丈太郎であった。一門の古いしきたりで、暖簾分けには分店と支店のふた通りがあった。分店と名乗れるのは本家の子どもが新たに出した店の場合に限られた。
- 1873年（明治6年） - 本店五代目布屋松之助没。
- 1875年（明治8年） - 名字必称の令により、屋号「布屋」から「堀井」と改め、六代目堀井松之助となる。

明治31年の麻布永坂町の蕎麦店「更科」
- 1893年（明治26年） - 堀井亀雄（後の二代目）生まれる。
- 1916年（大正5年） - 初代堀井丈太郎没。
- 1923年（大正12年） - 関東大震災により店舗焼失。
- 1926年（大正15年） - 堀井松太郎（後の三代目）生まれる。松太郎の母寿々（二代目亀雄の妻）は、本店七代目松之助（堀井保）の姉で、いとこ同士で結婚した。松太郎という名は、本店当主松之助の「松」と祖父丈太郎の「太郎」をそれぞれ取ってつけられた。

『食行脚 東京の巻』「更科」奥田優雲華著
- 1927年（昭和2年） - 関東大震災で焼失した店舗が再建される。本店六代目堀井松之助没。
- 1930年（昭和5年） - 不景気のどん底の年で、更科一門もそばの値段を下げた。この時の麻布永坂「更科」一門は、麻布永坂本店、下谷池之端仲町分店、神田錦町分店、牛込通寺町支店、芝二本榎西町支店、府下品川町歩行新宿支店、京橋区尾張町支店、麹町区有楽町支店の8店だが、尾張町と有楽町は同経営者なので全部で7店で、巷間「更科お七軒様」と呼ばれていた。
- 1936年（昭和11年） - 本店堀井良造（後の本店八代目）生まれる。
- 1941年（昭和16年） - 本店七代目堀井保のとき、大正末期から昭和初期にかけての、関東大震災、国内外の金融恐慌、堀井家が出資していた麻布銀行の倒産等の影響により廃業に追い込まれる。本店の廃業とともに、廃業する支店も多く出て、「錦町」と「有楽町」の支店のみとなる。本店危機にさいして、親族、一門が集まった時、血縁関係から錦町が本店を継ぐのが筋ではないかという話も出たが、二代目堀井亀雄は「店は錦町一軒だけで十分」といって断り、本店七代目堀井保の身柄を引取った。
- 1942年（昭和17年） - 大東亜戦争で永坂の店が焼失、本店の堀井良造と母堀井きん、良造のきょうだい2人で麻布を去る。
- 1945年（昭和20年）3月 - 東京大空襲により店舗焼失。その後、財産税の徴収に土地を物納したため狭くなった。
- 1963年（昭和38年） - 堀井市朗（後の四代目）生まれる。
- 1968年（昭和43年） - 二代目堀井亀雄没。
- 1997年（平成9年） - 二男堀井雄太朗（後の五代目）生まれる。
- 2001年（平成13年） - 「神田まつや」の小高孝太之、「かんだやぶそば」の堀田康太郎、「神田錦町更科」の堀井雄太朗らと「江戸神田蕎麦の会」を立ち上げる。
- 2011年（平成23年） - 三代目堀井松太郎没[1]。
- 2016年（平成28年） - 現在、四代目布屋丈太郎（堀井市朗）と五代目布屋丈太郎（堀井雄太朗）の二人で「神田錦町更科」を守っている。

「一子相伝の伝承者への道」堀井一朗

## 逸話
漫才師の内海桂子はこの店に子守り奉公に出されたことがある。

## 交通アクセス
鉄道
- - 都営新宿線 - 神保町駅より徒歩5分、小川町駅より徒歩2分。
  - 東京メトロ半蔵門線 - 神保町駅より徒歩7分、東京メトロ千代田線 - 新御茶ノ水駅徒歩7分。

## ギャラリー
- 麻布永坂分店 神田錦町 信州更科蕎麦所 布屋丈太郎の看板（2016年3月1日撮影）
- 神田錦町更科の看板（2016年3月1日撮影）
- 江戸神田蕎麦の会の看板（2016年3月1日撮影）
- よもぎ切り 二色せいろ（2016年3月1日撮影）